# Jan Urban
Jan Urban é um ex-futebolista da Polônia, o qual jogou no CA Osasuna. Participou da Copa do Mundo de 1986.